# Tipulodina taiwanica
Tipulodina taiwanica är en tvåvingeart som beskrevs av Alexander 1923. Tipulodina taiwanica ingår i släktet Tipulodina och familjen storharkrankar.
Artens utbredningsområde är Taiwan. Inga underarter finns listade i Catalogue of Life.